# Château de Brens (Tarn)
Pour les articles homonymes, voir Château de Brens.
Le château de Brens est un ancien château-fort situé à Brens, dans le Tarn, en région Occitanie (France). Construit au Xe siècle, il n'en demeure aujourd'hui plus qu'une tour-porte. 
Il fut le siège de la baronnie de Brens et de Saint-Félix, Saint-Félix étant une seigneurie aujourd'hui comprise dans le village de Peyrole. Ainsi, le château de Saint-Félix, situé sur le sommet d'une colline au lieu-dit Fabas est aujourd'hui disparu.

## Historique
Au Xe siècle, alors que les comtes de Toulouse ont la mainmise sur la région correspondant au département du Tarn actuel, ils y construisent d'innombrables forteresses. Le château de Brens fait partie de celles-ci, et est construit entre 900 et 950. 
Malgré son emplacement stratégique, aucune archive ne témoigne d'un quelconque rôle lors de la croisade contre les albigeois, peut-être car le seigneur des lieux n'a pas pris parti. Après ce tragique épisode de l'histoire régionale, le roi Saint-Louis rattache la seigneurie de Brens à la juridiction des seigneurs de Lombers, en 1254. 
En 1353, le roi Jean II l'érige en une baronnie, avec la seigneurie de Saint-Félix, en faveur Jean VI de Vendôme, comte de Castres. Elle demeure entre les mains de ces comtes jusqu'à son don en 1456 à Henri de Pompignac par Jacques d'Armagnac.
Durant les guerres de Religion, en 1568, le village est pillé par les soldats huguenots, et le château est incendié et détruit. Il n'en reste dès lors qu'un tour-porte, encore visible aujourd'hui au centre du bourg. Au XIXe siècle, les débris encore restants de l'édifice seront utilisés dans la construction du pont entre Brens et Gaillac.

## Architecture

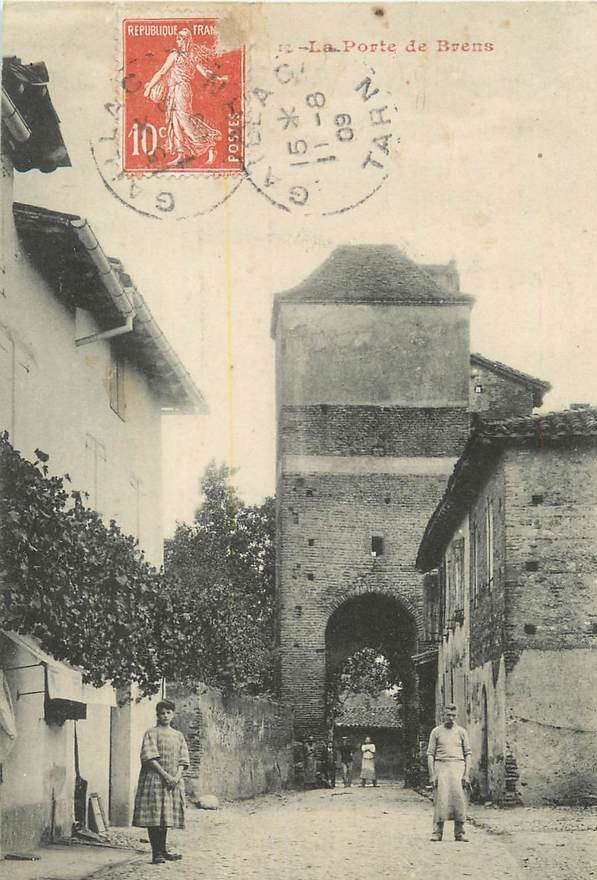
Carte postale de la Tour-porte, au milieu du village

La tour restante du château de Brens date du XIIIe siècle. C'est une grande tour-porte en brique, haute de 20 mètres, ouverte par une arche gothique, ce qui laisse penser qu'elle servait d'entrée à l'ancien château. Elle présente une rainure caractéristique de la présence d'une herse, aujourd'hui disparue.